# Graham Candy
Graham Candy (Auckland, 1º aprile 1991) è un cantante, compositore e attore neozelandese.
Nel 2013 si è trasferito a Berlino dove ha iniziato la sua carriera musicale.
La sua prima collaborazione è stata con il DJ e produttore tedesco Alle Farben con la canzone "She Moves (Far Away)", che l'ha reso molto popolare.

## Storia
Nato e cresciuto ad  Auckland, Candy  è il più giovane di quattro figli. La sua carriera artistica comincia da giovane con una combinazione di musica danza e spettacoli.

### 2009–2012
Nel 2009, Candy smette di ballare per dedicarsi alla recitazione.

## Discografia

### Album
- 2016 – Plan A

### Singoli
- 2014: "13 Lords"
- 2015 -Holding up balloons

| Year | Single                                                  | Peak positions | Peak positions | Peak positions | Peak positions | Peak positions | Peak positions | Peak positions | Album                                              |
| Year | Single                                                  | GER            | AUT            | BEL (Vl)       | FRA            | NLD            | SPA            | SWI            | Album                                              |
| ---- | ------------------------------------------------------- | -------------- | -------------- | -------------- | -------------- | -------------- | -------------- | -------------- | -------------------------------------------------- |
| 2014 | "She Moves (Far Away)" (Alle Farben feat. Graham Candy) | 9              | 15             | 43             | 173            | 21             | 41             | 21             | Alle Farben album Synesthesia - I Think in Colours |
| 2014 | "The Sun" (Parov Stelar feat. Graham Candy)             | —              | 31             | —              | 110            | —              | —              | —              | Parov Stelar EP The Sun EP                         |

Canzoni prodotte con la sua partecipazione
- 2014: Alle Farben – Synesthesia - I Think in Colours nelle tracce:
- 04: "She Moves" (Alle Farben featuring Graham Candy) (3:17)
- 07: "Sometimes" (Alle Farben featuring Graham Candy) (3:24)
- 14: "She Moves (Far Away)" [Bakermat Remix] (Alle Farden feat. Graham Candy) (5:23)
- 15: "She Moves (Far Away)" [Goldfish Dub Mix] (Alle Farben feat. Graham Candy) (7:18)

## Filmografia
- 2014: Parov Stelar – Clap Your Hands EP [Etage Noir Recordings]
  - 03: "The Sun" (Parov Stelar feat. Graham Candy) (2:54)
- 2014: Parov Stelar - The Sun EP
  - 01: "The Sun" (feat. Graham Candy) (2:54)
  - 02: "The Sun" (feat. Graham Candy) [Stelartronic Remix] (6:57)
  - 03: "The Sun" (feat. Graham Candy) [Gamper & Dadoni Remix] (4:25)
  - 04: "The Sun" (feat. Graham Candy) [Remix di LCAW] (6:12)
  - 05: "The Sun" (feat. Graham Candy) [Remix di D3ltron] (4:40)